# Белвез ди Разе
Белвез ди Разе (фр. Belvèze-du-Razès) насеље је и општина у јужној Француској у региону Лангдок-Русијон, у департману Од која припада префектури Лиму.
По подацима из 2011. године у општини је живело 891 становника, а густина насељености је износила 197,12 становника/km². Општина се простире на површини од 4,52 km². Налази се на средњој надморској висини од 236 метара (максималној 344 m, а минималној 219 m).

## Демографија
| 1962. | 1968. | 1975. | 1982. | 1990. | 1999. | 2011. |
| ----- | ----- | ----- | ----- | ----- | ----- | ----- |
| 556   | 610   | 666   | 738   | 836   | 765   | 891   |

График промене броја становника у току последњих година